# Boogie Belgique
Boogie Belgique is een Belgische experimentele hiphop- en electro-swingband (zelf omschreven als swinghop ) opgericht door Oswald Cromheecke in 2012.

## Bezetting
- Oswald Cromheecke (2012-heden)
- Cedric Van Overstraeten: trompet
- Aiko Devriendt: keyboard
- Martijn Van Den Broek: drums
- Emily Van Overstraeten: zang
- Ambroos De Schepper: saxofoon

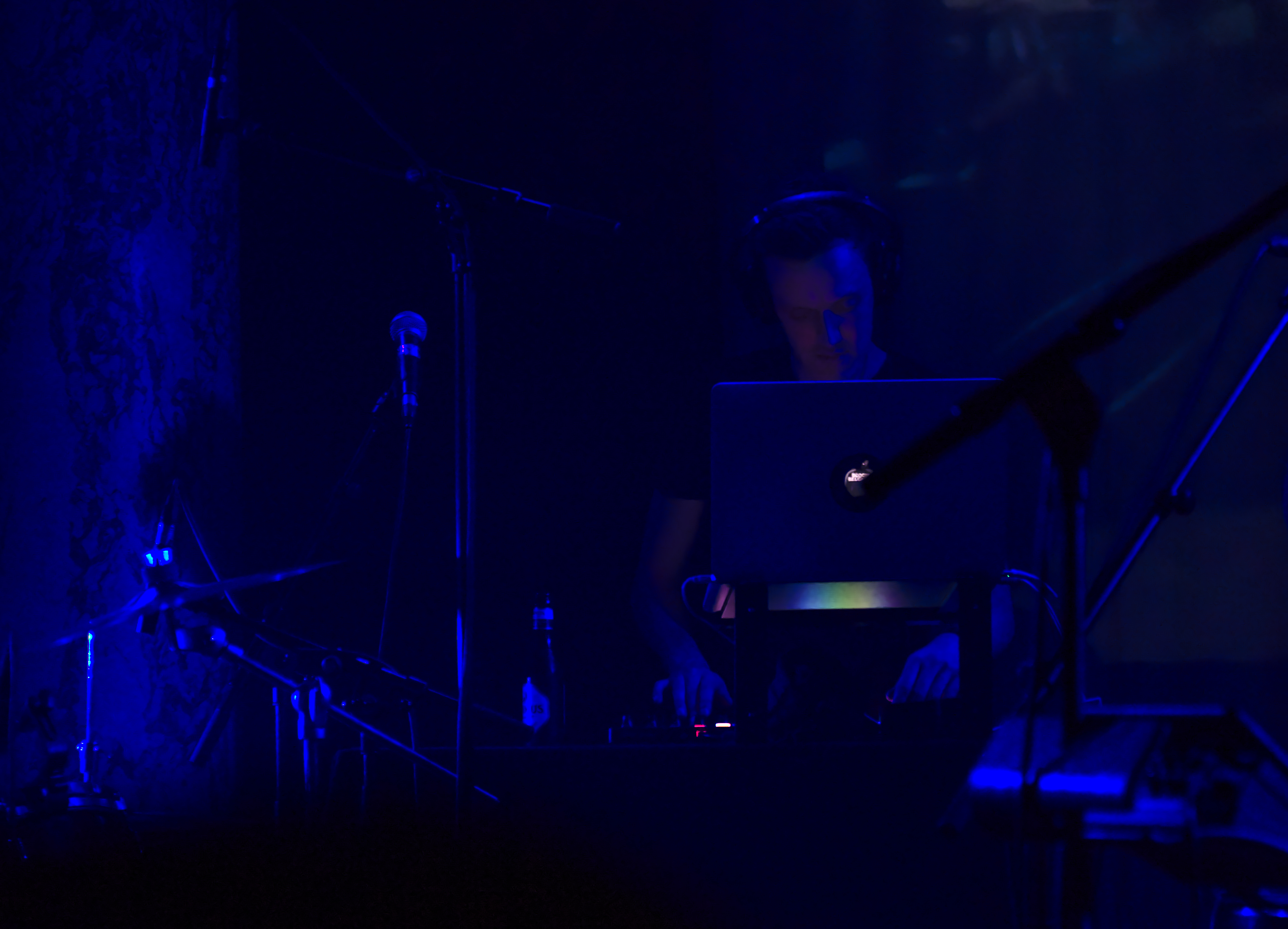
Oswald Cromheecke
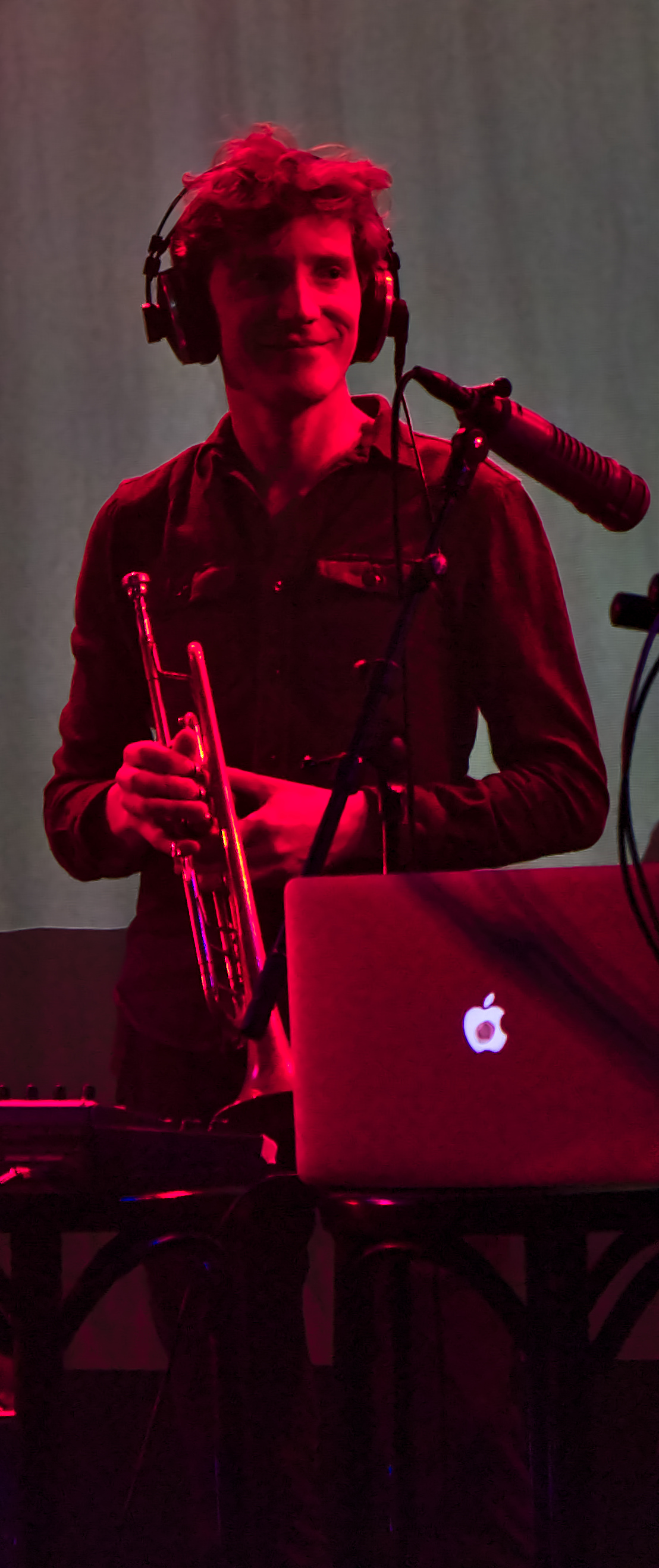
Cedric Van Overstraeten
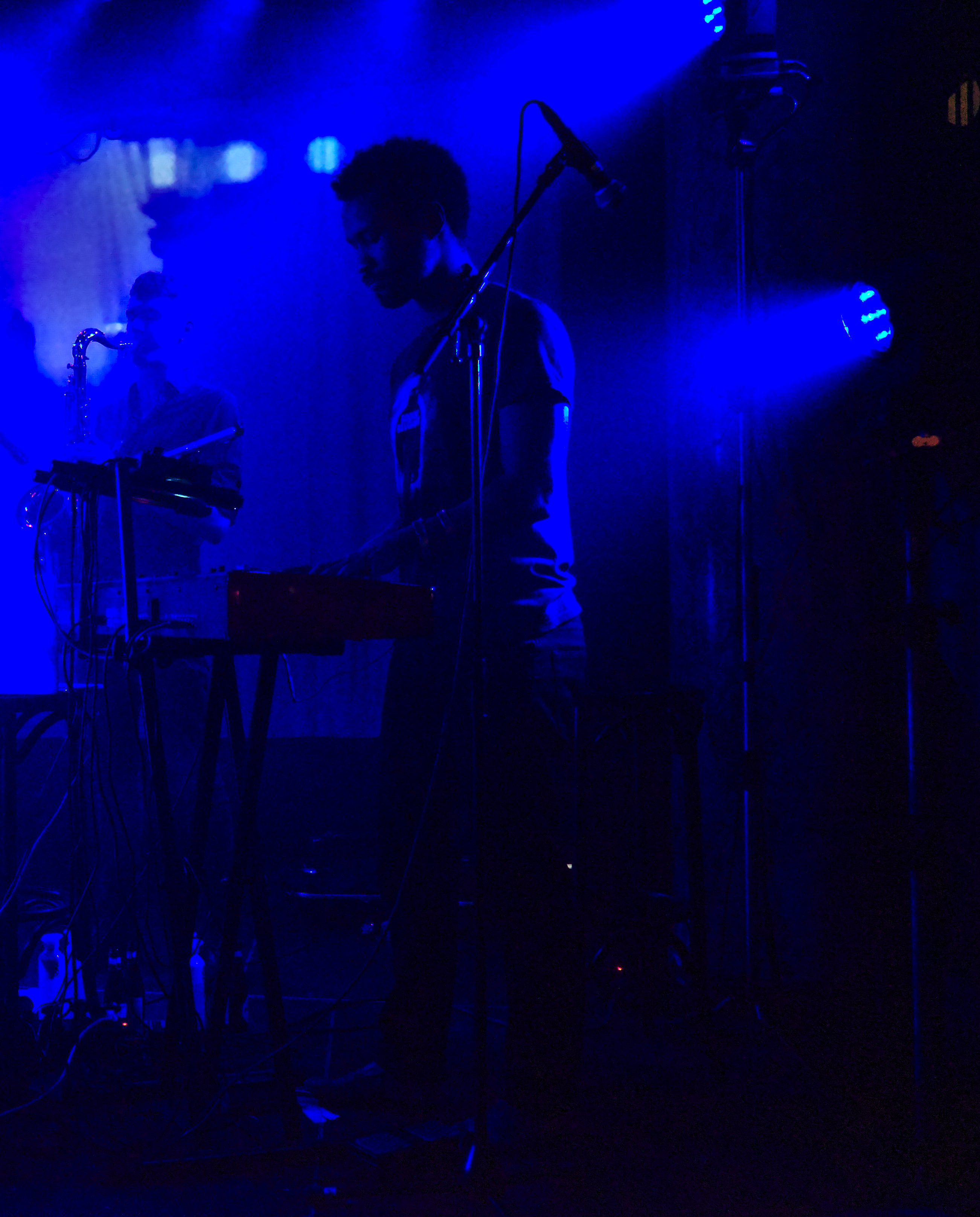
Aiko Devriendt
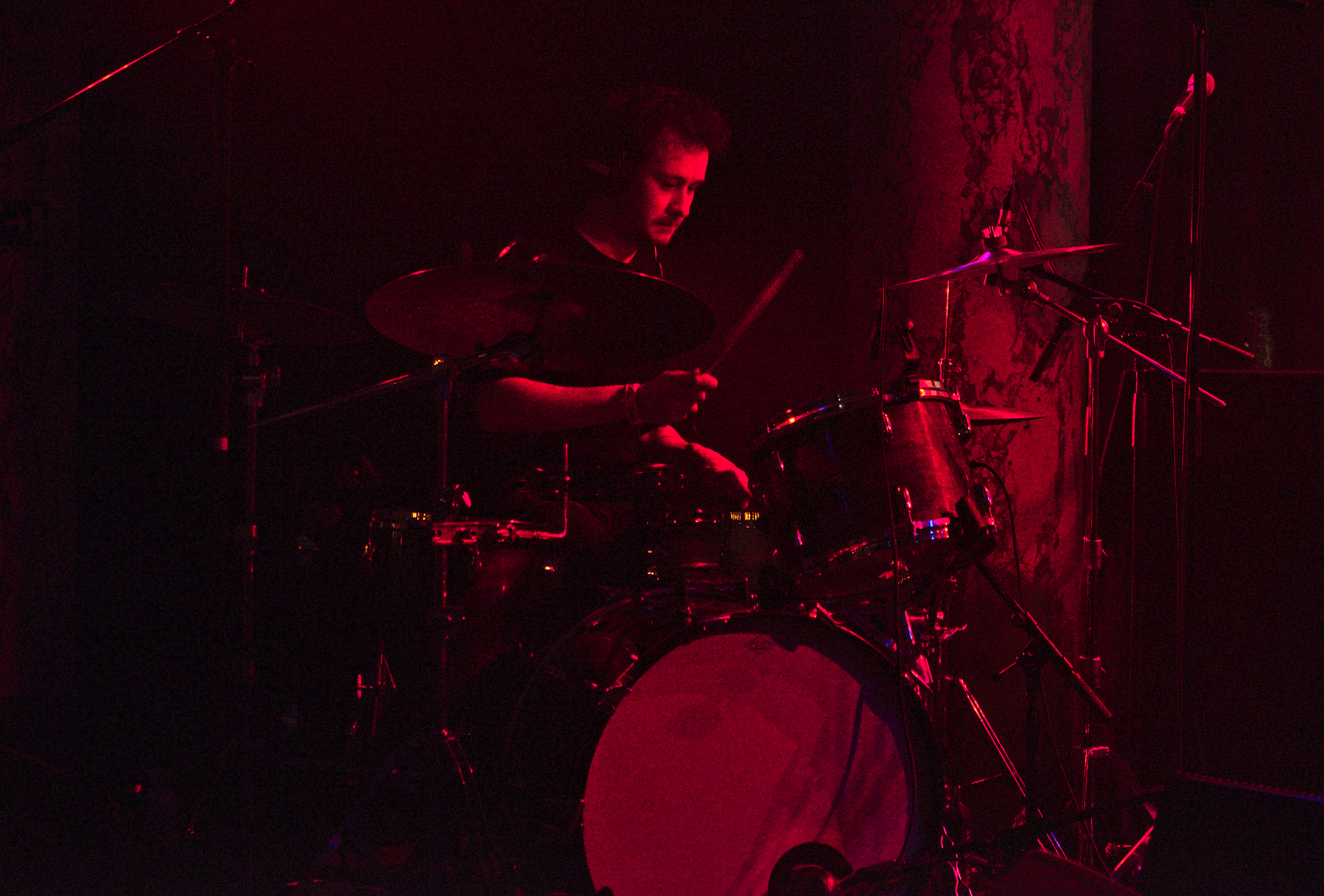
Martijn Van Den Broek
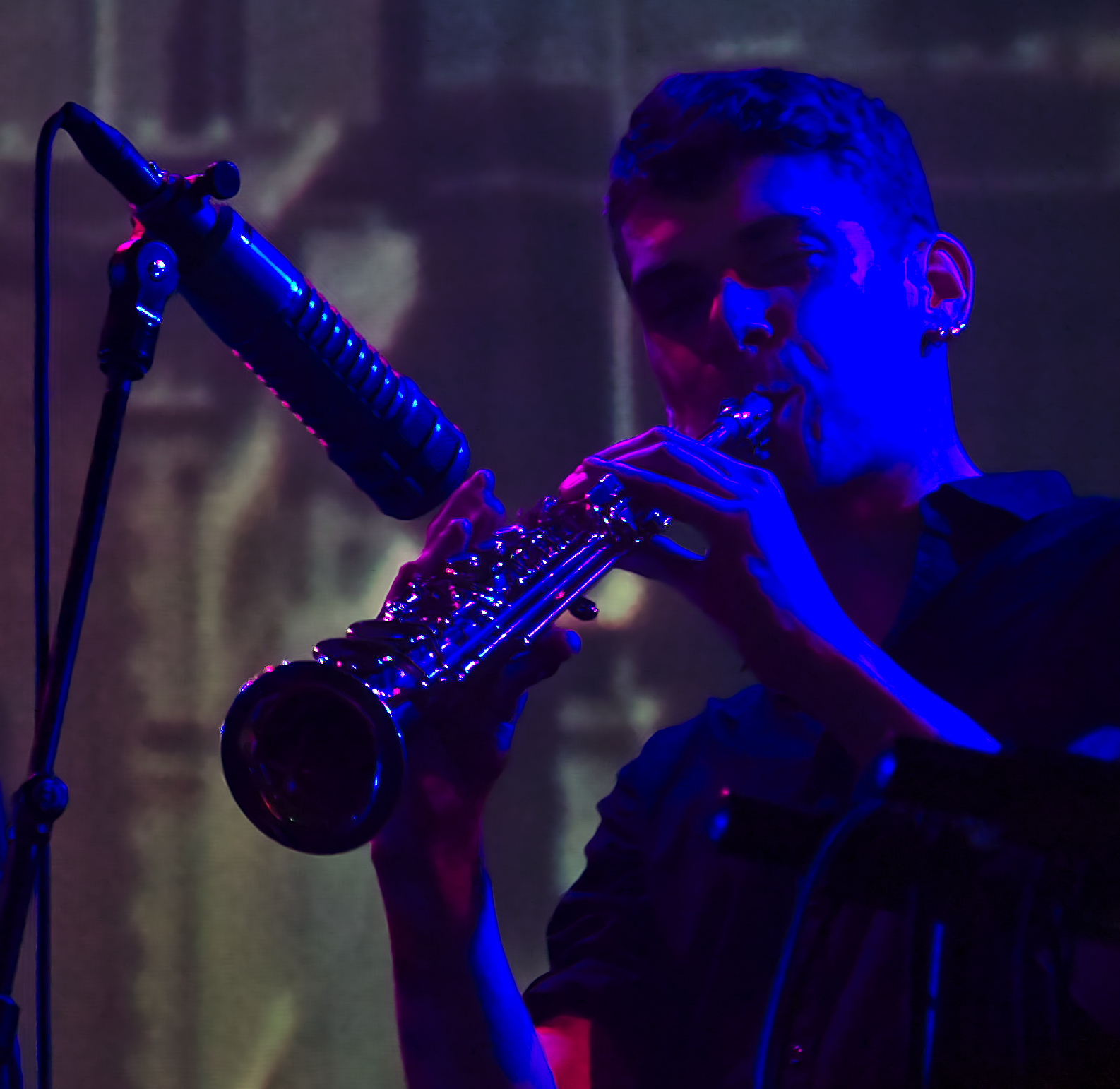
Ambroos De Schepper
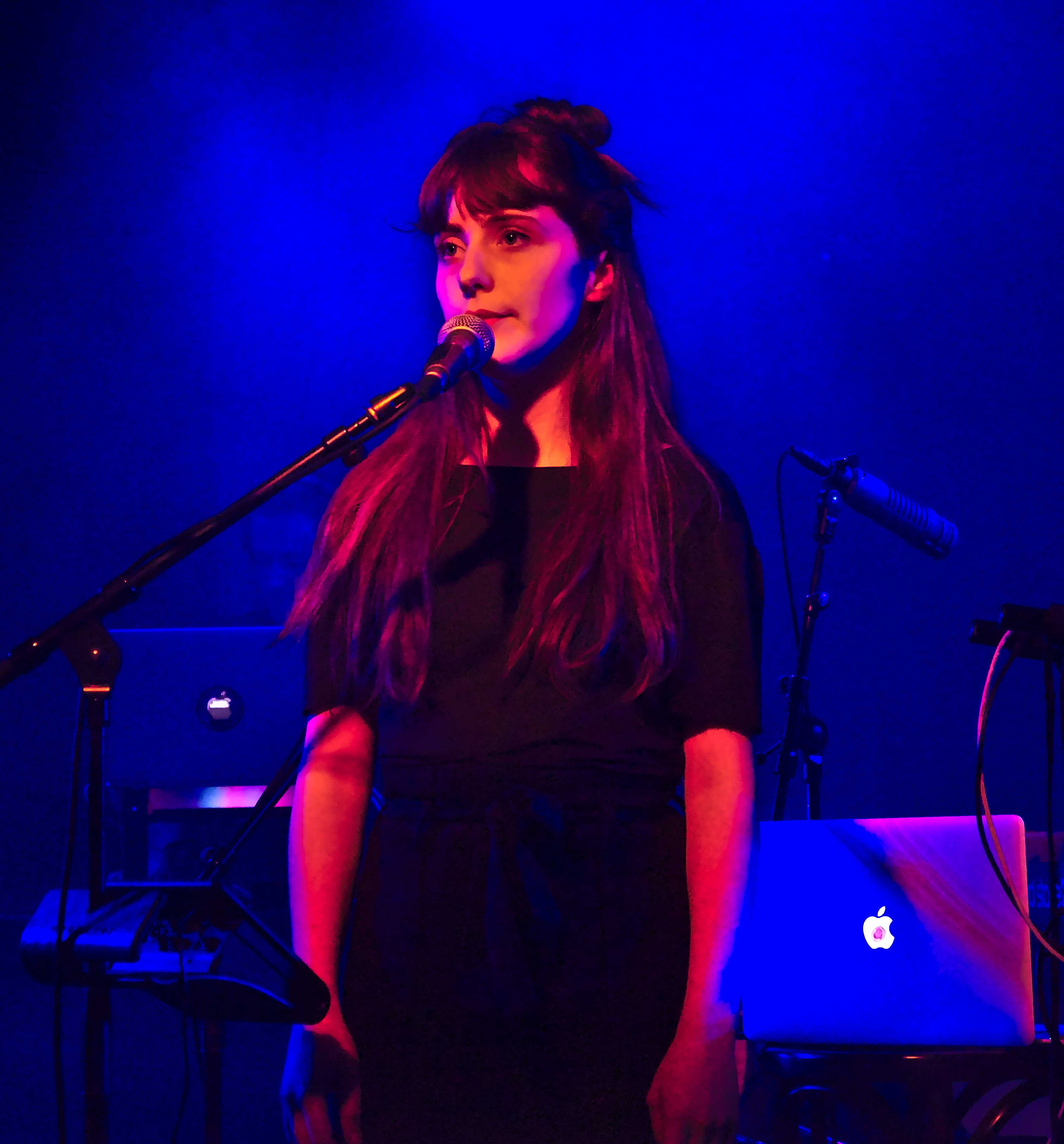
Emily Van Overstraeten

## Discografie
- 2012: Blueberry Hill [4]
- 2012: Time for a Boogie [5]
- 2013: Nightwalker vol. 1 [6]
- 2014: Nightwalker vol. 2 [7]
- 2016: Volta [8]
- 2019: Prelude to Machine (EP)

Blueberry Hill en Nightwalker vol. 1 en 2 zijn gratis vrijgegeven onder een Creative Commons licentie.